# New Topographic Movement
Das New Topographic Movement ist eine zeitgenössische Stilrichtung der Fotografie, die in den USA während der 1970er Jahre entstand.
Die Bezeichnung leitet sich ab von der 1975 im George Eastman House in Rochester, New York durchgeführten Ausstellung mit dem Titel „New Topographics: Photographs of a Man-altered Landscape“ („Neue Topographien: Fotografien der vom Menschen veränderten Landschaft“). Der Kurator William Jenkins präsentierte in dieser Schau Werke von Robert Adams, Lewis Baltz, Bernd und Hilla Becher, Joe Deal, Frank Gohlke, Stephen Shore und Henry Wessel.
Diese amerikanische Bewegung wird allgemein als der Beginn einer neuen fotografischen Sicht auf die Landschaft und eine einschneidende Veränderung der amerikanischen Landschaftsfotografie verstanden.  Bis dahin bestimmten insbesondere Fotografen wie Ansel Adams oder Edward Weston das Ideal der modernen amerikanischen Landschaftsfotografie, geleitet vom Blick auf die vom Menschen weitgehend unberührte Landschaft und Natur.
Die von Jenkins 1975 vorgestellten amerikanischen Fotografen wandten sich stattdessen vom menschlichen Eingriff gekennzeichneten Plätzen und Landschaften bzw. Landschaftsausschnitten (häufig an den Rändern der Städte) zu. Nicht die Idealvorstellung von Landschaft, sondern die dokumentarische Sicht auf durch Gewerbe, Transport und Naturausbeutung geprägte (auch: „verschandelte“) Umwelt wurde zum Gegenstand einer neuen zivilisationskritischen Fotografie. Das Vorgehen der Fotografen dieses Genres ist häufig konzeptuell. (Das Werk von Bernd und Hilla Becher, 1975 ebenfalls unter dem Begriff der neuen topografischen Fotografie subsumiert, zeichnet sich dagegen dadurch aus, dass es Zeugnisse der industriellen Entwicklung, die weitgehend Opfer von Modernisierungsprozessen wurden, in einzigartiger Weise dokumentiert).
Der von den Fotografen des „New Topographic Movement“ ausgehende Anstoß hatte einen bis in die Gegenwart wirksamen Einfluss auf die Praxis vieler Fotografengenerationen. Als deutsche Vertreter dieser Richtung können mit Teilen ihres Werks unter anderen Joachim Brohm, Hans-Christian Schink, Michael Schmidt, Hildegard Ochse und Heinrich Riebesehl gesehen werden.